# Seznam králů Wessexu
Seznam králů Wessexu obsahuje posloupnost Cerdikovců, kteří byli panovníky Wessexu, jednoho ze sedmi anglosaských království na jihu, východě a v centru Británie v období od 6. do 9. století, kdy vznikl sjednocený anglický stát.

## Králové Wessexu
- 519–534 Cerdic
- 534–560 Cynric
- 560–591 Ceawlin
- 591–597 Ceol
- 597–611 Ceolwulf
- 611–643 Cynegils
- 643–645 Cenwalh (králem poprvé)
- 645–648 Penda
- 648–674 Cenwalh (králem podruhé)
- 674 Seaxburh (královna)
- 674–676 Æscwine
- 676–685/686 Centwine
- 685–688 Cædwalla
- 688–726 Ine
- 726–740 Æthelheard
- 740–756 Cuthred
- 756–757 Sigeberht
- 757–786 Cynewulf
- 786–802 Beorhtric
- 802–839 Ecgberht
- 839–856 Æthelwulf
- 856–860 Æthelbald
- 860–866 Æthelberht
- 865–871 Æthelred
- 871–899 Alfréd Veliký